# Il disagio della civiltà
Il disagio della civiltà è un libro di Sigmund Freud. Scritto nel 1929, fu pubblicato la prima volta in tedesco nel 1930 come Das Unbehagen in der Kultur ("L'infelicità nella civiltà") e, sempre lo stesso anno, in inglese col titolo Civilization and Its Discontents ("Civiltà e le sue insoddisfazioni"). 
Esplorando quel che Freud individua come l'importante scontro tra l'ardente desiderio per l'individualità e le confliggenti aspettative della società, il libro è considerato uno dei suoi scritti più rilevanti e letti, descritto nel 1989 dallo storico Peter Gay come uno dei più influenti e studiati libri nel campo della moderna psicologia.

## Tema
(Sigmund Freud)
In questo saggio sociopolitico, Sigmund Freud propone il suo punto di vista mettendo in luce la tensione fondamentale tra la civiltà e l'individuo. L'attrito principale, afferma, nasce dalla ricerca, da parte dell'individuo, della libertà istintiva mentre la civiltà tende a richiedere l'esatto contrario ovvero una limitazione della libertà istintuale degli individui che la compongono. Molti istinti primitivi e per nulla sopiti degli esseri umani quali l'aggressività, il desiderio di appagamento sessuale ecc. possono diventare pesantemente dannosi per gli equilibri di una comunità umana. Perciò la società crea leggi che mettono severamente sotto controllo l'uccisione, lo stupro e l'adulterio, e prevede punizioni anche molto severe per chi viola tali norme. Questo processo, sostiene Freud, è una caratteristica intrinseca e necessaria della civiltà che inevitabilmente però genera sentimenti di insoddisfazione perpetua nei suoi cittadini.
La teoria esposta da Freud nell'opera si basa dunque sull'affermazione secondo cui gli esseri umani sono spinti ad agire da certi istinti caratteristici che sono innati ma che devono essere messi sotto controllo. La repressione di tali istinti permette una vita sociale equilibrata ma genera frustrazione nei singoli individui poiché essi tendono a seguire il principio di piacere, e tale principio, di natura esclusivamente egoistica, è soddisfatto dagli istinti.

## Edizioni italiane
- Il disagio nella civiltà, trad. e cura di Joachim Flescher, Collana Psicoanalitica n.3, Roma, Editrice Scienza moderna, 1949.
- Il disagio della civiltà e altri saggi, traduzione di Marilisa Tonin Dogana, Sandro Candreva, Ermanno Sagittario, Cesare Musatti ed Emilio Panaitescu, Collana Saggi, Torino, [Bollati] Boringhieri, 1971.
- Il disagio della civiltà, traduzione di Sossio Giametta, a cura di Roberto Finelli e Paolo Vinci, Roma, Newton Compton, 2010. - Prefazione di Stefano Bolognini, Biblioteca della mente, Corriere della Sera, 2011.
- Il disagio nella civiltà, traduzione di Enrico Ganni, a cura di Stefano Mistura, Collana Piccola Biblioteca. Classici, Torino, Einaudi, 2010, ISBN 978-88-062-0208-8.
- Il disagio nella civiltà, traduzione di Virginio B. Sala, testo tedesco a fronte, a cura di Alberto Luchetti, Collana UEF. I Classici, Milano, Feltrinelli, 2021, ISBN 978-88-079-0388-5.